# 4294967297
4294967297（四十二億九千四百九十六万七千二百九十七、よんじゅうにおくきゅうせんよんひゃくきゅうじゅうろくまんななせんにひゃくきゅうじゅうなな）は、自然数また整数において、4294967296の次で4294967298の前の数である。

## 性質
- 4294967297は合成数であり、約数は 1, 641, 6700417, 4294967297 である。
- 4294967297 = 225 + 1
  - 5番目のフェルマー数である。1つ前は65537、次は18446744073709551617。
  - 最も小さい合成数のフェルマー数で 641 × 6700417 と素因数分解される。かつてフェルマーは全てのフェルマー数が素数であると予想したが、後にオイラーによってその予想は誤りであることが示された。
- 二進法では 100000000000000000000000000000001 、四進法では 10000000000000001 、十六進法では 100000001 であり、いずれも回文数である。